# Арипов, Абдулла (поэт)
Абдулла Арипов (узб. Abdulla Oripov) (21 марта 1941 года, селение Некуз, Касанский район, Кашкадарьинская область — 5 ноября 2016 года, Хьюстон, США) — узбекский советский поэт, классик узбекской поэзии, Герой Узбекистана (1998), народный поэт Узбекской ССР (1983), государственный и общественный деятель. Автор слов Государственного Гимна Республики Узбекистан.

## Биография
Абдулла Арипов родился в семье Орифбоя Убайдуллы угли — председателя колхоза в Кашкадарьинской области. В семье было восемь детей — четыре мальчика и четыре девочки, Абдулла был самым младшим из сыновей. Окончил среднюю школу в 1958 году с золотой медалью, продолжил образование на отделении журналистики факультета узбекской филологии Ташкентского Государственного университета.
После университета, который Арипов также окончил с отличием в 1963 году, работал редактором издательства «Ёш гвардия», редактором и главным редактором издательства литературы и искусства им. Гафура Гуляма (1967—1974), руководителем отдела журнала «Звезда Востока» (1974—1976), главным редактором журнала «Гулхан» (1983—1985). В разное время занимал должности литературного консультанта (1976—1982), секретаря отдела по Ташкентской области (1982—1983), секретаря (1985—1995) и председателя (1996—2009) в Союзе писателей Узбекистана. В 1988 году был назначен на пост председателя Комитета по защите авторских прав Узбекской ССР.
Избирался депутатом Олий Мажлиса первого и второго созывов, в январе 2005 года — сенатором.
В 1998 году Арипову было присвоено звание Героя Узбекистана.
Был женат, имел пятерых дочерей и сына.
Абдулла Арипов скончался в Хьстоне 5 ноября 2016 года. Похоронен на кладбище «Чигатай» в Ташкенте

## Творчество
Своё первое стихотворение «Птица» Абдулла Арипов написал во время учёбы в университете. В 1965 году был издан первый сборник стихов поэта «Маленькая звездочка». Вслед за ним вышли сборники «Кузларим йулингда» (1967), «Милая мама» (1969), «Родник», «Мой дух» (1971), «Узбекистан» (1972), «Удивление» (1974), «Ветер родины» (1974), «Милосердие» (1979), «Мечта прожитых лет» (1984), «Мосты доверия» (1989), «Муножот» (1992), «Хаж дафтари» (1995), «Сайланма» (1996).
Его авторству принадлежат поэмы «Дорога в рай» (1978), «Лекарь и смерть» (1980), «Ранжком», «Великий Тимур» («Сохибкирон») (1996)..
В 2000—2001 годах было издано четырёхтомное собрание «Избранных произведений» Абдуллы Арипова.
Является автором слов Государственного Гимна Республики Узбекистан, принятого 10 декабря 1992 года на одиннадцатой сессии Верховного Совета Республики Узбекистан.
Поэт перевёл на узбекский язык «Божественную комедию» Данте Алигьери, произведения Н. Некрасова, Л. Украинки, Т. Шевченко, К. Кулиева и многих других авторов.

## Награды и премии
- Герой Узбекистана (26 августа 1998) — за огромные заслуги перед государством и народом, выдающуюся деятельность во имя укрепление независимости Узбекистана, углубления реформ, активное участие в общественно-политической жизни страны, весомый вклад в осуществление идей национальной независимости и героический труд[8]
- Народный поэт Узбекской ССР (1983)
- Орден «Дустлик» (25 августа 1994) — за самоотверженный труд, личный вклад в дело укрепления дружбы и взаимопонимания между представителями всех наций и народностей, населяющих Узбекистан[9]
- Орден Дружбы народов (15 августа 1991)[10]
- Орден «Знак Почёта» (16 ноября 1984)[11]
- Кавалер ордена Звезды Италии (2015, Италия)[12]
- Почётная грамота Кыргызской Республики (27 сентября 1996, Кыргызстан) — за вклад в развитие театрального искусства и укрепление дружбы кыргызского и узбекского народов[13]
- Государственная премия Узбекской ССР имени Хамзы (1981)[14]
- Государственная премия Узбекистана им. Алишера Навои (1994)
- Золотая медаль «WIPO Creativity Award» (2007)[15]